# Kasperteater

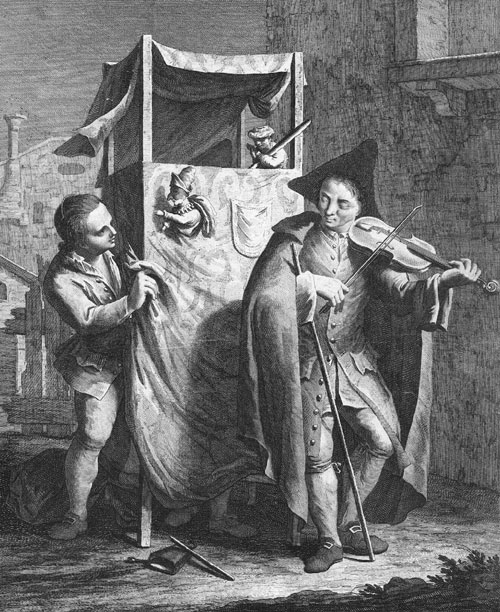
"Punch and Judy", kasperdockor som pucklar på varandra med käppar.

Kasperteater är en sorts dockteater som spelas med hjälp av handdockor. Dockspelaren har sina händer inne i dockorna och döljer sig själv bakom ett skynke eller en mer avancerad scen. Denna sorts teater är besläktad med den mer avancerade marionetteatern där dockorna manipuleras med hjälp av trådar.

## Bakgrund och varianter
Namnet kasperteater kommer från Kasperl, det österrikiska namnet på en skälmsk rollfigur i den tyska lustspelstypen Hanswurst. Kasperteatern ersatte denna teatertyp i Tyskland under 1700-talet.
Den fasta figuren Kasper motsvaras i fransk tradition av Guignol och i engelsk tradition av Punch. Föregångare till rollfiguren är sannolikt Pulcinella från 1600-talets commedia dell'arte.
I engelsk kasperteatertradition heter den ledande duon ofta Punch och Judy ("Punch and Judy" som begrepp). Föreställningen består av korta scener där Punch interagerar med en annan figur, och hela föreställningen spelas ofta av endast en dockspelare. Punch är en pajas och Judy är hans fru.
2013 hade en ny svensk musikal premiär, Tivolisaga av J.C. Schütz och Johan Pettersson, där de två huvudrollerna heter just Punch och Judy och handlingen utspelas på ett resande tivoli.